# Cosmarium seelyanum
Cosmarium seelyanum là một loài Song tinh tảo trong họ Desmidiaceae, thuộc chi Cosmarium.